# Danh sách máy bay (N-S)
Danh sách máy bay
A B C-D E-H I-M N-S T-Z

## N

### Naglo
- Naglo D.II

### Nakajima Aircraft Company
- Nakajima A1N
- Nakajima A2N
- Nakajima A4N
- Nakajima A6M2-N
- Nakajima AT-2
- Nakajima B5N
- Nakajima B6N Tenzan
- Nakajima C6N Saiun
- Nakajima E2N
- Nakajima E4N
- Nakajima E8N
- Nakajima G5N Shinzan
- Nakajima G8N Renzan
- Nakajima G10N Fugaku
- Nakajima J1N Gekko
- Nakajima J5N Tenrai
- Nakajima J9Y Kikka
- Nakajima Ki-4
- Nakajima Ki-27
- Nakajima Ki-34
- Nakajima Ki-43 Hayabusa
- Nakajima Ki-44 Shoki
- Nakajima Ki-49 Donryu
- Nakajima Ki-84 Hayate
- Nakajima Ki-87
- Nakajima Ki-115 Tsurugi
- Nakajima Ki-116
- Nakajima Ki-201 Karyu
- Nakajima L1N1
- Nakajima Type 91

### NAMC
- NAMC YS-11

### Nanchang
- Nanchang Q-5

### Nanjing Institute of Aeronautics
- ChangKong-1
- ChangKong-2

### Naval Aircraft Factory
- Naval Aircraft Factory BN
- Naval Aircraft Factory N3N
- Naval Aircraft Factory N5N
- Naval Aircraft Factory SBN
- Naval Aircraft Factory SON Seagull
- Naval Aircraft Factory OS2N Kingfisher
- Naval Aircraft Factory PBN

### Neiva
- Neiva Agricola
- Neiva Lanceiro
- Neiva Regente
- Neiva Universal

### NHI
- NHI NH90

### Nieuport
- Nieuport 11
- Nieuport 12
- Nieuport 16
- Nieuport 17
- Nieuport 20
- Nieuport 21
- Nieuport 23
- Nieuport 24
- Nieuport 27
- Nieuport 28
- Nieuport Monoplane
- Nieuport Nighthawk
- Nieuport Nightjar
- Nieuport Scout
- Nieuport-Delage Ni-D.622

### Noorduyn
- Noorduyn C-64 Norseman

### Nord Aviation
- Nord N 262
- Nord N 500
- Nord N 3202
- Nord Noratlas
- Nord Norecrin

### Norman Thompson
- Norman Thompson N.T.4

### North American Aviation
- North American A-2 Savage
- North American A-5 Vigilante
- North American A-27
- North American A-36 Apache
- North American AJ Savage
- North American A2J
- North American A3J Vigilante
- North American B-25 Mitchell
- North American B-45 Tornado
- North American F-1 Fury
- North American F-82 Twin Mustang
- North American F-86 Sabre
- North American F-100 Super Sabre
- North American FJ Fury
- North American Harvard
- North American NA-16
- North American NA-26
- North American NA-44
- North American O-47
- North American OV-10 Bronco
- North American P-51 Mustang
- North American PBJ-1
- North American P-64
- North American T-2 Buckeye
- North American T-6 Texan
- North American T-28 Trojan
- North American T-39 Sabreliner
- North American T2J Buckeye
- North American T3J
- North American X-10
- North American X-15
- North American XB-21
- North American XB-28 Dragon
- North American XB-70 Valkyrie
- North American XF-108 Rapier
- North American XP-78
- North American YF-107 Ultra Sabre
- North American Yale
- North American YF-93
- North American YF-95
- North American/Rockwell 100 Darter/Lark Commander
- North American/Ryan Navion

### Northrop Corporation
- Northrop A-17
- Northrop A-33
- Northrop A-9
- Northrop B2T
- Northrop B-35
- Northrop B-49
- Northrop BT
- Northrop C-19 Alpha
- Northrop C-100 Gamma
- Northrop C-125 Raider
- Northrop Delta
- Northrop F-5 Freedom Fighter
- Northrop F-20 Tigershark
- Northrop F-89 Scorpion
- Northrop F2T Black Widow
- Northrop HL-10
- Northrop N-9M
- Northrop N3P
- Northrop Nomad
- Northrop P-61 Black Widow
- Northrop P-64
- Northrop RF-5 Tigereye
- Northrop RF-61 Reporter
- Northrop T-38 Talon
- Northrop Tacit Blue
- Northrop X-4 Bantam
- Northrop X-21
- Northrop XA-16
- Northrop XP-56 Black Bullet
- Northrop XP-79 Flying Ram
- Northrop YA-9
- Northrop YA-13
- Northrop YB-49
- Northrop YF-17 Cobra
- Northrop Grumman B-2 Spirit
- Northrop Grumman X-47 Pegasus
- Northrop/McDonnell Douglas YF-23 Black Widow II

### Nuri Demirag
- Nuri Demirag NuD-36
- Nuri Demirag NuD-38

### NZAI
- NZAI CT-4 Airtrainer

## O

### Oberlerchner
- Oberlerchner JOB 5
- Oberlerchner JOB 15

### OKB-1
- OKB-1 EF 140

### Opel
- Opel RAK.1

### Orbital Sciences Corporation
- Orbital Sciences X-34

## P

### Pacific Aerospace
- Pacific Aerospace Airtrainer
- Pacific Aerospace Cresco
- Pacific Aerospace Fletcher
- Pacific Aerospace 750XL

### Panavia Aircraft GmbH
- Panavia Tornado

### Panha
- Panha Shabaviz 2-75

### Parnall
- Parnall Heck III
- Parnall Peto
- Parnall Panther
- Parnall Plover

### Partenavia
- Partenavia P.68
- Partenavia P.86 Mosquito

### Paulista
xem CAP

### PBN
- PBN Defender

### Percival
- Percival Gull
- Percival Merganser
- Percival Mew Gull
- Percival Pembroke
- Percival Petrel
- Percival Prentice
- Percival President
- Percival Prince
- Percival Proctor
- Percival Provost
- Percival Sea Prince
- Percival Q6
- Percival Vega Gull

### Performance Aircraft
- Performance Aircraft Legend

### Pereira
- Pereira X-28 Sea Skimmer

### Petlyakov
- Petlyakov Pe-2
- Petlyakov Pe-3
- Petlyakov Pe-8

### Peyret
- Peyret-Abrial A-5 Rapace

### Pfalz
- Pfalz D.III
- Pfalz D.XII
- Pfalz Dr.I
- Pfalz E.I
- Pfalz E.II

### Piaggio
- Piaggio P.108
- Piaggio P.136 Royal Gull
- Piaggio P.148
- Piaggio P.149 (produced in Germany as Focke-Wulf FWP-149D)
- Piaggio P.166 Albatross
- Piaggio P.180 Avanti

### Piasecki
- Piasecki H-21
- Piasecki H-25
- Piasecki HUP Retriever

### Pietenpol
- Pietenpol Air Camper
- Pietenpol Sky Scout

### Pilatus
- Pilatus P-2
- Pilatus P-3
- Pilatus PC-6 Porter and Turbo Porter
- Pilatus PC-7
- Pilatus PC-9
- Pilatus PC-11/Pilatus B-4
- Pilatus PC-12
- Pilatus PC-21
- Pilatus SB-2 Pelican

### Pine
- Super "V" Bonanza

### Pioneer
- RQ-2 Pioneer

### Piper
- Piper Aerostar
- Piper Apache
- Piper Aztec
- Piper C-83 Coupe
- Piper Cherokee
- Piper Cherokee Arrow
- Piper Cherokee Six
- Piper Cheyenne
- Piper Cheyenne 400LS
- Piper Chieftain
- Piper Comanche
- Piper Cub
- Piper Family Cruiser
- Piper Grasshopper
- Piper Malibu
- Piper Navajo
- Piper Pacer
- Piper Pawnee
- Piper Pawnee Brave
- Piper Seminole
- Piper Seneca
- Piper Super Cub
- Piper Tomahawk
- Piper Tri-Pacer
- Piper Twin Comanche
- Piper Vagabond

### Pitcairn
- Pitcairn Mailwing

### Pober
- Pober Pixie
- Pober Super Ace

### Polikarpov
- Polikarpov I-5
- Polikarpov I-16
- Polikarpov I-15
- Polikarpov I-152
- Polikarpov I-153
- Polikarpov Po-2
- Polikarpov R-5
- Polikarpov R-Z

### Potez
- Potez VII
- Potez VIII
- Potez IX
- Potez XV
- Potez XVII
- Potez 25
- Potez 29
- Potez 32
- Potez 33
- Potez 36
- Potez 37
- Potez 39
- Potez 43
- Potez 54
- Potez 56
- Potez 58
- Potez 60
- Potez 62
- Potez 63
- Potez 65
- Potez 75
- Potez 91
- Potez-CAMS 141
- Potez 402
- Potez 452
- Potez 540
- Potez 585
- Potez 630
- Potez 631
- Potez 633
- Potez 637
- Potez 63.11
- Potez 65
- Potez 662
- Potez-Heinkel CM-191
- Potez 840

### Putzer
- Putzer Elster

### Podlaska Wytwórnia Samolotów (PWS)
- PWS-A
- PWS-1
- PWS-3
- PWS-4
- PWS-5
- PWS-6
- PWS-8
- PWS-10
- PWS-11
- PWS-12
- PWS-14
- PWS-16
- PWS-18
- PWS-19
- PWS-20
- PWS-21bis
- PWS-24
- PWS-26
- PWS-33 Wyżeł
- PWS-35
- PWS-40
- PWS-50
- PWS-51
- PWS-52
- PWS-54
- PWS-101
- PWS-102
- PWS-103

### PZL
- PZL P.7
- PZL P.11
- PZL.23 Karaś
- PZL P.24
- PZL.37 Łoś
- PZL-104 Wilga
- PZL-130 Orlik
- PZL-Mielec M-18 Dromader
- PZL-Mielec M-28 Skytruck
- PZL-Okecie PZL-110 Koliber
- PZL Świdnik Mi-2
- PZL-Świdnik SW-4 Puszczyk
- PZL-Swidnik W-3 Sokół
- PZL TS-8 Bies
- PZL TS-11 Iskra
- PZL TS-16 Grot

## Q

### Quickie Aircraft Corporation
- Quickie
- Quickie Q2
- Quickie Q200

### Quikkit
- Quikkit Glass Goose

## R

### Raab-Katzenstein
- Raab-Katzenstein RK-26 Tigerschwalbe

### Raytheon
- Raytheon CT-156 Harvard II
- Raytheon 390 Premier I
- Raytheon Sentinel
- Raytheon Beechcraft 1900
- Raytheon Beechcraft Baron
- Raytheon Beechcraft Bonanza
- Raytheon Beechcraft King Air
- Raytheon Beech T-6 Texan II
- Raytheon Hawker 400XP (Raytheon Beechjet 400)
- Raytheon Hawker 800
- Raytheon Hawker 1000
- Raytheon Hawker 4000

### Rearwin
- Rearwin C-102 Speedster

### Reggiane
- Reggiane Re.2000 Falco
- Reggiane Re.2001 Falco II
- Reggiane Re.2002 Ariete
- Reggiane Re.2003
- Reggiane Re.2004
- Reggiane Re.2005 Bifusoliera
- Reggiane Re.2005 Sagittario
- Reggiane Re.2006
- Reggiane Re.2007
- Reggiane Re.2008
- Caprione-Reggiane Ca.8000

### Renard
- Renard R-31

### Republic
- Republic F-84 Thunderjet/Thunderstreak/Thunderflash
- Republic XF-91 Thunderceptor
- Republic F-105 Thunderchief
- Republic P-43 Lancer
- Republic P-44 Rocket
- Republic P-47 Thunderbolt
- Republic Seabee
- Republic XF-103
- Republic XP-69
- Republic XP-72
- Republic YF-96

### Repülögpégyàr
- Repülögpégyàr Levente I
- Repülögpégyàr Levente II

### RFB
- RFB Fantrainer
- RFB X-114

### Rikugun
- Rikugun Ki-93

### Avions Robin
- Robin DR 400
- Robin DR 500
- Robin HR 200
- Robin R 2000
- Robin R 3000

### Robinson
- Robinson R22
- Robinson R44

### Rockwell
- Rockwell B-1 Lancer
- Rockwell Commander 112
- Rockwell Commander 114
- Rockwell 500 Commander
- Rockwell 520 Commander
- Rockwell 560 Commander
- Rockwell 680 Commander
- Rockwell 685 Commander
- Rockwell 720 Commander
- Rockwell OV-10 Bronco
- Rockwell T-2 Buckeye
- Rockwell Sabreliner
- Rockwell Thrush Commander
- Rockwell X-30
- Rockwell-MBB X-31
- Space Shuttle

### Roe
xem thêm: Avro
- Roe I Biplane
- Roe I Triplane
- Roe II Triplane
- Roe III Triplane
- Roe IV Triplane

### Rogozarski
- Rogozarski IK-3
- Rogozarski PVT
- Rogozarski A.Z.R.
- Rogozarski R-100

### Rohrbach Metall Flugzeugbau GmbH
- Ro VIII Roland
- Ro XI Rofix

### Roland
- Roland D.II
- Roland D.VI

### Rolladen-Schneider Flugzeugbau GmbH
- LS1
- LSD Ornith
- LS2
- LS3
- LS4
- LS5
- LS6
- LS7
- LS8
- LS9
- LS10
- LS11

### Rolls-Royce
- Rolls-Royce Thrust Measuring Rig

### Royal Aircraft Factory
- Royal Aircraft Factory B.E.1
- Royal Aircraft Factory B.E.2
- Royal Aircraft Factory B.E.3
- Royal Aircraft Factory B.E.4
- Royal Aircraft Factory B.E.8
- Royal Aircraft Factory B.E.12
- Royal Aircraft Factory F.E.2
- Royal Aircraft Factory F.E.3
- Royal Aircraft Factory F.E.8
- Royal Aircraft Factory F.E.9
- Royal Aircraft Factory N.E.1
- Royal Aircraft Factory Ram
- Royal Aircraft Factory R.E.1
- Royal Aircraft Factory R.E.5
- Royal Aircraft Factory R.E.7
- Royal Aircraft Factory R.E.8
- Royal Aircraft Factory S.E.2
- Royal Aircraft Factory S.E.4
- Royal Aircraft Factory S.E.5

### Rumpler
- Rumpler 6B
- Rumpler C.IV
- Rumpler C.VIII
- Rumpler Taube

### Ruschmeyer
- Ruschmeyer R 90

### Rutan
- Rutan Defiant
- Rutan Long-EZ
- Rutan VariEze
- Rutan VariViggen
- Rutan Voyager

### RWD
- RWD-1
- RWD-2
- RWD-3
- RWD-4
- RWD-5
- RWD-6
- RWD-7
- RWD-8
- RWD-9
- RWD-10
- RWD-11
- RWD-12
- RWD-13
- RWD-14
- RWD-15
- RWD-16
- RWD-17
- RWD-18
- RWD-19
- RWD-20
- RWD-21
- RWD-22
- RWD-23
- RWD-24
- RWD-25
- RWD-26

### Ryan
- Ryan NYP Spirit of St. Louis
- Ryan FR Fireball
- Ryan Flamingo
- Ryan PT-22 Recruit
- Ryan XF2R Dark Shark
- Ryan ST
- Ryan STM
- Ryan X-13
- Ryan XV-5 Vertifan

## S

### Saab
- JAS 39 Gripen
- Saab 17
- Saab 18
- Saab 21
- Saab 21R
- Saab 29 Tunnan
- Saab 32 Lansen
- Saab 35 Draken
- Saab 37 Viggen
- Saab 90 Scandia
- Saab 91 Safir
- Saab 105
- Saab 340
- Saab 2000
- Saab Safari

### SAGEM
- SAGEM Sperwer

### SAI
- KZ I
- KZ II
- KZ III
- KZ IV
- KZ VII
- KZ VIII
- KZ X

### Sailplane Corporation of America
xem thêm: Gus Briegleb
- Briegleb BG 6
- Briegleb BG 7
- Briegleb BG 12

### Saunders Aircraft Company
- Saunders ST-27

### Saunders-Roe
- Saro A7
- Saro Cloud
- Saro Cutty Sark
- Saro Lerwick
- Saro London
- Saunders-Roe Princess
- Saro A.37 Shrimp
- Saro Skeeter
- Saunders-Roe SR.53
- Saunders-Roe SR.177
- Saunders-Roe SR.A/1

### Savoia-Marchetti
- Savoia-Marchetti S.73
- Savoia-Marchetti SM.75 Marsupiale
- Savoia-Marchetti S.78
- Savoia-Marchetti SM.79 Sparviero
- Savoia-Marchetti SM.81 Pipistrello
- Savoia-Marchetti SM.82 Canguro
- Savoia-Marchetti SM.84
- Savoia-Marchetti SM.85
- Savoia-Marchetti SM.88
- Savoia-Marchetti SM.89
- Savoia-Marchetti SM.88
- Savoia-Marchetti SM.91
- Savoia-Marchetti SM.92
- Savoia-Marchetti SM.93
- Savoia-Marchetti SM.95
- Savoia-Marchetti SM.105

### Scaled Composites
- Scaled Composites Proteus
- Scaled Composites Boomerang
- Scaled Composites SpaceShipOne
- Scaled Composites White Knight
- X-38 Crew Return Vehicle
- Scaled Composites GlobalFlyer
- Scaled Composites Model 395
- Scaled Composites Model 396

### Schempp-Hirth
- Göppingen Gö 1 Wolf I sailplane,1935
- Göppingen Gö 3 Minimoa sailplane, 1936
- Göppingen Gö 4 tàu lượn
- Göppingen Gö 5 tàu lượn, 1937
- Göppingen Gö 9 development aircraft for Do 335 Pfeil
- Standard Austria sailplane line
- Cirrus
- Standard Cirrus
- Discus
- Discus-2
- Ventus
- Ventus-2
- Nimbus
- Nimbus-2
- Nimbus-3
- Nimbus-4
- Mini-Nimbus
- Janus
- Duo Discus

### Schweizer
- Schweizer SGS 1-23
- Schweizer SGS 1-26/1-26A/…/1-26E
- Schweizer SGS 1-34
- Schweizer SGS 1-35
- Schweizer SGS 1-36 Sprite
- Schweizer SGS 2-22
- Schweizer SGS 2-32
- Schweizer SGS 2-33/2-33A
- Schweizer 300C
- Schweizer 330
- Schweizer 333
- Schweizer X-26 Frigate

### Scion
- Scion Senior

### Scott
- Scott SE.5

### Scottish Aviation
- Scottish Aviation Bulldog
- Scottish Aviation Pioneer
- Scottish Aviation Twin Pioneer

### SEA
- SEA I
- SEA II
- SEA III
- SEA IV

### SEPECAT
- SEPECAT Jaguar

### Sequoia
- Sequoia Falco

### Seversky
- Seversky FN
- Seversky P-35
- Seversky XP-41

### SGCIM
see also: Borel
- SGCIM C.1
- SGCIM C.2

### Shanghai
- Shanghai Y-10

### Shavrov
- Shavrov Sh-1
- Shavrov Sh-2
- Shavrov Sh-3
- Shavrov Sh-5
- Shavrov Sh-7

### Shenyang
- Shenyang J-5
- Shenyang J-6
- Shenyang J-8

### Shin Meiwa
- Shin Meiwa PS-1
- Shin Meiwa US-1

### Short
- Short 166
- Short 184
- Short 320
- Shorts 330
- Shorts 360
- Short Belfast
- Short Bomber
- Shorts C-23 Sherpa - see Shorts 330
- Short G-class - see Short S.26
- Short Kent
- Short Knuckleduster
- Short R.24
- Short R.31
- Short Rangoon
- Short S.8 Calcutta
- Short S.23 Empire
- Short S.26
- Short Sarafand
- Short Satellite
- Short SB5
- Short Brothers SC.1
- Short Seaford
- Short Sealand
- Short Seamew
- Short Sherpa
- Short Shetland
- Short Singapore
- Short Skyvan
- Short Solent
- Short Sperrin
- Short Stirling
- Short Sturgeon
- Short Sunderland
- Short Tucano

### SIAI
- SIAI S.8
- SIAI S9
- SIAI S.12
- SIAI S.13
- SIAI S.16
- SIAI S.17
- SIAI S.19
- SIAI S.21
- SIAI S.22

### SIAI Marchetti
- SIAI Marchetti S.205
- SIAI Marchetti S.208
- SIAI Marchetti S.210
- SIAI Marchetti S.211
- SIAI Marchetti SF.250 và SF.260

### Siat
- Siat Flamingo

### Siebel
- Siebel Fh 104 Hallore
- Siebel Si 201
- Siebel Si 202 Hummel
- Siebel Si 204

### Siemens-Schuckert
- Siemens-Schuckert D.I
- Siemens-Schuckert D.II
- Siemens-Schuckert D.III
- Siemens-Schuckert D.IV

### Sikorsky Aircraft Corporation
- Sikorsky Alexander Nevsky
- Sikorsky C-6
- Sikorsky C-28
- Sikorsky CH-3 Sea King
- Sikorsky CH-19 Chickasaw
- Sikorsky CH-34 Choctaw
- Sikorsky CH-37 Mojave
- Sikorsky CH-53 Sea Stallion
- Sikorsky CH-54 Tarhe
- Sikorsky CH-124 Sea King
- Sikorsky CH-126
- Sikorsky Cypher
- Sikorsky Cypher II
- Sikorsky H04
- Sikorsky H-3 Sea King
- Sikorsky H-5
- Sikorsky HH-60 Pave Hawk
- Sikorsky Hoverfly
- Sikorsky Ilya Muromets
- Sikorsky MH-53 Pave Low III
- Sikorsky S-1
- Sikorsky S-2
- Sikorsky S-3
- Sikorsky S-4
- Sikorsky S-5
- Sikorsky S-6
- Sikorsky S-7
- Sikorsky S-8
- Sikorsky S-9
- Sikorsky S-10
- Sikorsky S-11
- Sikorsky S-12
- Sikorsky S-16
- Sikorsky S-17
- Sikorsky S-18
- Sikorsky S-19
- Sikorsky S-20
- Sikorsky S-29-A
- Sikorsky S-30
- Sikorsky S-31
- Sikorsky S-32
- Sikorsky S-33
- Sikorsky S-34
- Sikorsky S-35
- Sikorsky S-36
- Sikorsky S-37
- Sikorsky S-38
- Sikorsky S-39
- Sikorsky S-40
- Sikorsky S-41
- Sikorsky S-42
- Sikorsky S-43
- Sikorsky S-44
- Sikorsky S-51 Dragonfly
- Sikorsky S-55
- Sikorsky S-58
- Sikorsky S-61
- Sikorsky S-62
- Sikorsky S-69
- Sikorsky S-70
- Sikorsky S-72
- Sikorsky S-76
- Sikorsky S-92 Helibus/H-92 Superhawk
- Sikorsky SH-3 Sea King
- Sikorsky SH-60 Sea Hawk
- Sikorsky SH-60 Seahawk
- Sikorsky Skycrane
- Sikorsky UH-60 Black Hawk
- Sikorsky X-wing
- Sikorsky Piasecki X-49

### Simmonds Aircraft
- Simmonds Spartan

### Sino Swearingen Aircraft Corporation
- Sino Swearingen SJ-30

### Slingsby
- Slingsby T21 Sedburgh
- Slingsby T-67 Firefly

### SNCAC
- SNCAC NC.700, NC.701 & NC.702 Martinet

### SNCASO
- SNCASO SO.6000 Triton

### SNECMA
- SNECMA Coléoptère

### Snow Aeronautical
- Snow S-1
- Snow S-2

### SOCATA
- SOCATA Diplomate
- SOCATA Gulfstream
- SOCATA Horizon
- SOCATA MS 180
- SOCATA MS 250
- SOCATA Rallye
- SOCATA Tampico
- SOCATA Tangara
- SOCATA TBM-700
- SOCATA Tobago
- SOCATA Trinidad

### SOKO
- Soko 522
- Soko S-55-5 Mk. 5
- Soko G-2 (N-60) 'Галеб' ('Sea gull')
  - o G-2A
- Soko G-3 Галеб
- Soko J-1 Јастреб ('Hawk')
  - o J-1 (J-21)
  - o RJ-1 (IJ-21)
  - o TJ-1 (NJ-21) 'Јастреб'
- J-20 'Крагуј' ('Sparrowhawk')
- J-22 'Орао' ('Eagle')/Avioane IAR 93 B
  - o 'Orao' 1 (IJ/INJ-22)
  - o 'Orao' 2 (J-22)
  - o 'Orao' 2 (NJ-22)
- G-4 (N-62) 'СуперГалеб' ('SuperGull')
  - o G-4M 'СуперГалеб'

### Sonex Aircraft
- Sonex
- Waiex
- Xenos

### Sopwith
- Sopwith 1½ Strutter
- Sopwith 3-Seater
- Sopwith Baby
- Sopwith Bulldog
- Sopwith Camel
- Sopwith Cuckoo
- Sopwith Dragon
- Sopwith Dolphin
- Sopwith Gun Bus
- Sopwith L.R.T.Tr.
- Sopwith Hippo
- Sopwith Pup
- Sopwith Schneider
- Sopwith Snail
- Sopwith Snapper
- Sopwith Snark
- Sopwith Snipe
- Sopwith Swallow
- Sopwith Tabloid
- Sopwith Triplane

### SPAD
những thiết kế sau năm 1917, xem: Blériot-SPAD
- SPAD S.VII
- SPAD S.XIII

### Spartan Aircraft Limited (UK)
- Spartan Arrow
- Spartan Clipper
- Spartan Cruiser
- Spartan Three Seater

### Spartan Aircraft (USA)
- Spartan C-71 Executive

### Stampe
- Stampe SV.4

### Stearman
- Stearman A-21
- Stearman Kaydet

### Stinson
- Stinson Model 74 Vigilant (O-49, L-1)
- Stinson C-81 Reliant
- Stinson C-91
- Stinson L-13
- Stinson Reliant
- Stinson Voyager

### Stout
- Stout C-65 Skycar
- Stout C-107 Skycar

### Stroukoff
- Stroukoff C-134 Pantobase

### Sud Aviation
- Sud Aviation Caravelle
- Sud Aviation Super-Caravelle
- Sud Aviation Vautour

### Sud-Est
- Sud-Est Armagnac
- Sud-Est SE-161 Languedoc
- Sud-Est SE5003 Baroudeur

### Sud-Ouest
- Sud-Ouest Ariel
- Sud-Ouest Bretagne
- Sud-Ouest Corse II
- Sud-Ouest Deauville
- Sud-Ouest Djinn
- Sud-Ouest Espadon
- Sud-Ouest Pégase
- Sud-Ouest Trident
- Sud-Ouest Triton
- Sud-Ouest Vautour

### Sukhoi
- Sukhoi Russian Regional Jet
- Sukhoi S-80
- Sukhoi Su-2
- Sukhoi Su-6
- Sukhoi Su-7
- Sukhoi Su-9
- Sukhoi Su-11
- Sukhoi Su-15
- Sukhoi Su-17
- Sukhoi Su-20
- Sukhoi Su-22
- Sukhoi Su-24
- Sukhoi Su-25
- Sukhoi Su-26
- Sukhoi Su-27
- Sukhoi Su-29
- Sukhoi Su-30
- Sukhoi Su-31
- Sukhoi Su-33
- Sukhoi Su-35
- Sukhoi Su-37
- Sukhoi Su-47
- Sukhoi PAK-FA

### Supermarine
- Supermarine Air Yacht
- Supermarine Attacker
- Superamrine Channel
- Supermarine Nanok
- Supermarine Scapa
- Supermarine Scarab
- Supermarine Scylla
- Supermarine Scimitar
- Supermarine Sea Eagle
- Supermarine Sea King
- Supermarine Sea Otter
- Supermarine Seafang
- Supermarine Seafire
- Supermarine Seagull
- Supermarine Seagull ASR-1
- Supermarine Seamew
- Supermarine Solent
- Supermarine Southampton
- Supermarine Spitfire
- Supermarine Spiteful
- Supermarine Stranraer
- Supermarine Swift
- Supermarine S.4
- Supermarine S.5
- Supermarine S.6B
- Supermarine S.24/37 Dumbo
- Supermarine Type 224
- Supermarine Walrus

### Svenska Aero
- Svenska Aero SA 11 Jaktfalken
- Svenska Aero SA 14 Jaktfalken I
- Svenska Aero SA 14 Jaktfalken II
- Svenska Aero SA 14E Jaktfalken II

### Symphony Aircraft Industries
- Symphony Aircraft SA-160

## Danh sách máy bay
A B C-D E-H I-M N-S T-Z